# Spräcklig chachalaca
Spräcklig chachalaca (Ortalis guttata) är en fågel i familjen trädhöns inom ordningen hönsfåglar. 

## Utbredning och systematik
Spräcklig chachalaca delas in i tre underarter:
- guttata-gruppen
  - Ortalis guttata guttata – förekommer i östra Colombia till Ecuador, Peru, Bolivia och angränsande västra Brasilien
  - Ortalis guttata subaffinis – förekommer i östra och nordöstra Bolivia och angränsande Brasilien
- Ortalis guttata remota – förekommer i sydöstra Brasilien, i östra Mato Grosso do Sul och norra São Paulo

## Status
Arten har ett stort utbredningsområde och internationella naturvårdsunionen IUCN kategoriserar arten som livskraftig. Beståndsutvecklingen är dock oklar.